# Fansub

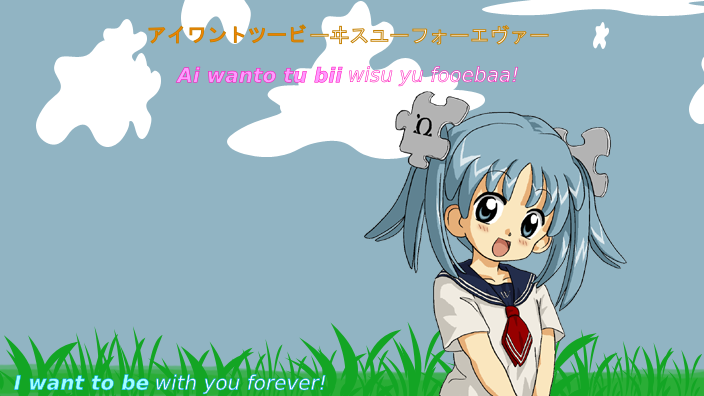
Exemple d'un fansub d'anime

Un fansub és una còpia d'un producte audiovisual, sovint una sèrie televisiva, un anime o un videojoc, subtitulada en una llengua diferent de l'original per seguidors amateurs. La paraula fansub prové de l'anglès i és un acrònim de fan subtitled "subtitulat per fans". L'adaptació al japonès de fansub és fansubu. Es denomina fansubber a la persona que realitza la traducció dels fansubs. No s'ha de confondre amb el fandub, que consisteix en el doblatge amateur de productes audiovisuals en una altra llengua.

## Procés

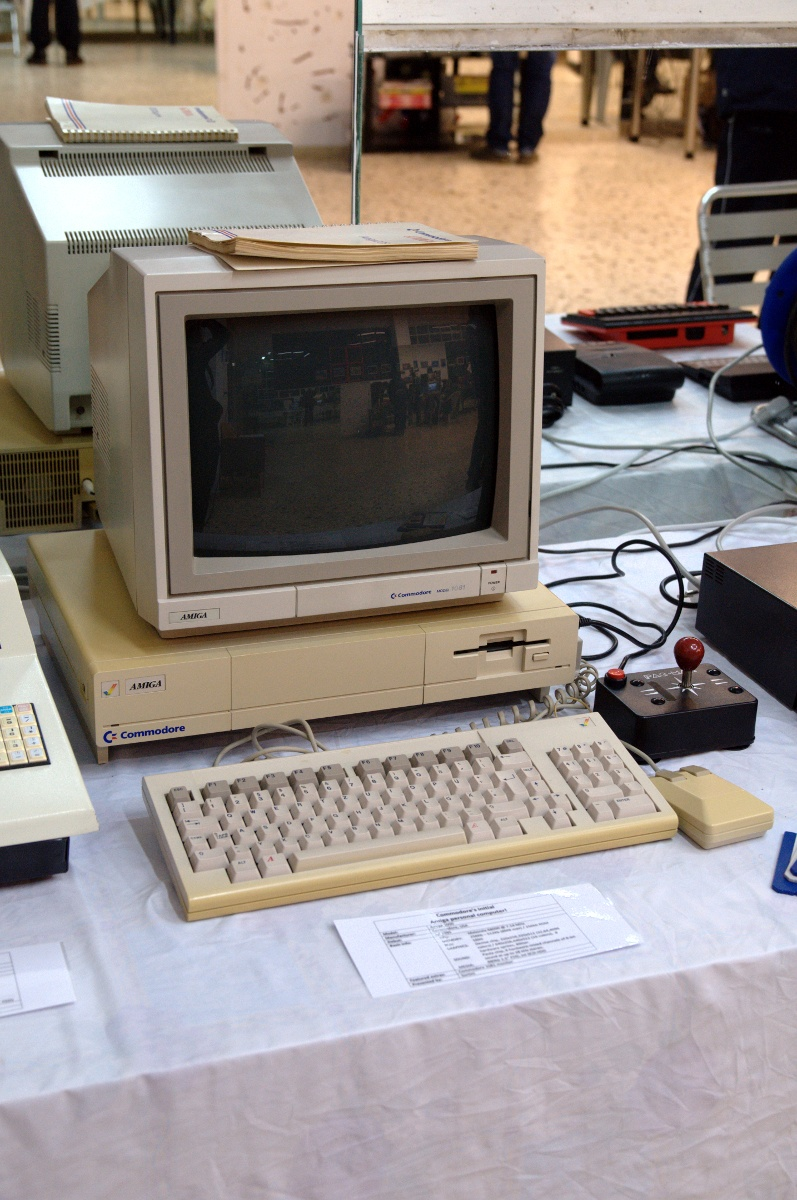
Commodore Amiga 1000

El fansubbing ha anat evolucionant a mesura que la tecnologia també ho feia. S'ha passat d'un procés que era llarg, feixuc i car a un altre que permet tenir els subtítols en qüestió d'hores.

### Primers fansubs
Els primers fansubs es distribuïen per correu mitjançant cintes de vídeo en formats VHS i Betamax. Per fer-los, els fansubbers connectaven el reproductor de vídeo a un ordinador (PC o Commodore Amiga) i a partir de la traducció creaven un arxiu d'imatges sobre el qual treballaven. Després, amb un programa sincronitzaven la imatge i el text. Un cop fet això, es passava al format de vídeo i ja es podia distribuir entre els afeccionats. De vegades, es venien a un preu molt baix, per cobrir les despeses.

### Fansubs digitals
A partir de mitjans de la dècada de 2000, la majoria dels fansubs es van començar a distribuir a través de canals IRC, servei d'allotjament de fitxers i BitTorrent. Actualment, les connexions a Internet d'alta velocitat permeten que l'activitat del fansubbing sigui altament col·laborativa, i normalment cada membre d'un equip s'encarrega d'una sola tasca.

#### Persones que hi intervenen
Un equip de fansubbing sol estar format normalment per les següents persones:
- Els proveïdors de la còpia del producte audiovisual sense traduir, que s'obté normalment fent una còpia d'un DVD, VHS o de la televisió.
- Els traductors, que es fan càrrec de la transferència lingüística. La majoria no tenen formació en l'ús de les tecnologies que s'utilitzen en el fansub, i es limiten a fer la traducció.
- Els sincronitzadors, que s'encarreguen de l'ajust, és a dir, d'establir el temps d'inici i de final de cada subtítol.
- Els tipògrafs, que són els responsables de definir els estils dels subtítols, d'assegurar-se que es segueixin les convencions de subtitulació i del format dels guions definitius.
- Els editors i correctors, que revisen la traducció perquè sigui coherent i resulti natural en la llengua meta, així com corregir els possibles errors tipogràfics.
- Els codificadors, que creen la versió subtitulada amb un programa codificador.
- Els distribuïdors, que s'encarreguen de la publicació i disseminació del treball.

#### Fases

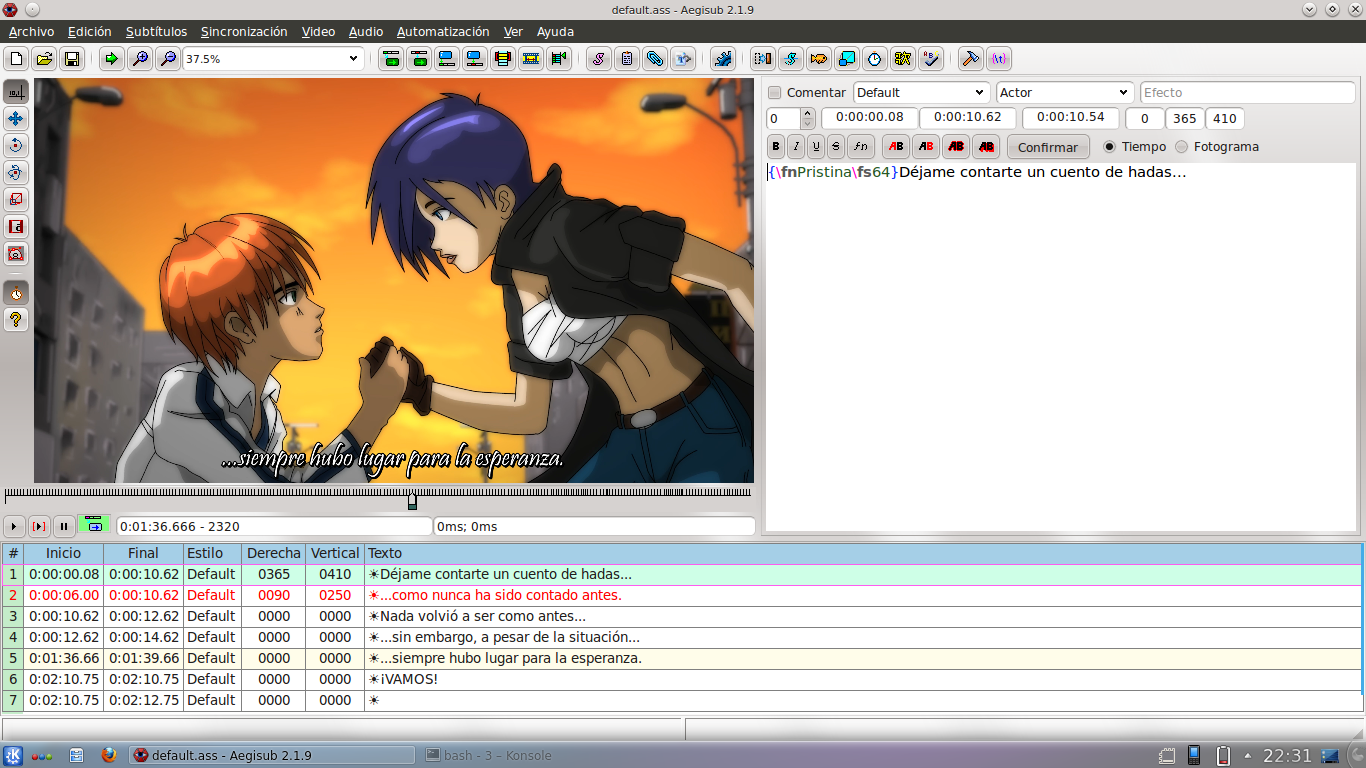
Exemple d'un programa de subtitulació

El fansubbing consta de diferents fases, enumerades a continuació, tot i que de vegades pot haver-hi variacions en l'ordre dels diferents processos. El treball en equip és essencial per obtenir un resultat de qualitat:
1. En primer lloc, s'obté la còpia del producte audiovisual i s'envia al codificador, que decideix si la qualitat de so i d'imatge és l'adequada, i n'extreu el fitxer d'àudio o el converteix en un format mono, per reduir la mida del fitxer i poder-la transferir per Internet més fàcilment. Un cop fet això, tramet la còpia al sincronitzador.
2. La còpia es tramet també al traductor, que s'encarrega de transferir des de la llengua original o -en el cas dels fansubs dels anime o manga en japonès- sovint mitjançant una llengua pivot a la llengua meta, tant el diàleg com els signes i els inserts que apareixen en la pantalla, i tramet la traducció en format de text al sincronitzador.
3. La següent fase consisteix a sincronitzar el guió traduït amb l'àudio, establint l'inici i el final de cada subtítol. El resultat final és un fitxer en format SSA (SubStation Alpha), o algun altre semblant, que es tramet al tipògraf.
4. Durant la fase de tipografia es decideix els tipus de fonts que s'utilitzaran per les línies de diàleg, per la veu en off, i altres aspectes tipogràfics (ús de colors, cursiva...). El nou arxiu en format SSA s'entrega a l'editor.
5. En la fase d'edició, a banda de corregir els possibles errors tipogràfics dels subtítols, també es comprova que el text traduït és fidel a l'original o a la llengua pivot i s'avé amb les imatges.
6. La codificació se sol fer amb un programa de codi obert anomenat VirtualDub. Es carrega la còpia i el guió final i es decideixen quins paràmetres s'utilitzen per optimitzar amb diferents tipus de còdecs la qualitat de la imatge i la mida de l'arxiu de vídeo.
7. Un cop codificat, el traductor o l'editor fa un control de qualitat abans de lliurar la còpia subtitulada.

El producte final és un producte audiovisual amb la banda sonora en versió original i els subtítols en la llengua meta. Pel que fa a la distribució dels fansubs per Internet, se sol fer mitjançant programes d'intercanvi tipus P2P (d'igual a igual) com KaZaA, eDonkey, eMule o BitTorrent.

## Orígens
Els orígens del fansubbing es remunten als anys vuitanta, arran de l'explosió mediàtica de les sèries d'anime o manga al Japó. L'objectiu era fer accessibles aquests productes audiovisuals als afeccionats dels Estats Units. Els afeccionats a aquests gèneres es trobaven amb dos problemes: la barrera lingüística i l'escassetat d'aquests productes en el mercat. Així van començar a subtitular-los ells mateixos i a oferir-los a la resta d'afeccionats.
El primer fansub conegut que està documentat data de 1986, i va ser un episodi de Lupin III produït amb un Commodore Amiga, que va establir el procés del fansubbing. No obstant això, en aquella època el fansubbing era extremadament car (de l'ordre de 4.000 dòlars americans i calien més de cent hores de feina). Els primers fansubs es distribuïen mitjançant cintes de vídeo VHS. La distribució, en mà o per correu, va començar als Estats Units d'Amèrica, i posteriorment es va estendre a Europa i Àsia.
En un primer moment, el fansubbing s'ocupava únicament de traduir del japonès a l'anglès els subtítols de produccions anime, però en l'actualitat aquesta pràctica s'ha estès a una gran varietat de combinacions lingüístiques i a altres formats audiovisuals, com sèries de televisió o pel·lícules. Actualment es poden trobar a la xarxa una gran quantitat de sèries nord-americanes subtitulades a l'espanyol gairebé en temps real, al cap de poques hores de la seva emissió en els canals de televisió nord-americans.

## Aspectes ètics i legals
Hye-Kyung Lee, professora del King's College de Londres, afirma que la motivació dels fansubbers és la seva gran afició per l'anime, que volen poder-la compartir amb altres fans, la interacció de la comunitat amb els seus espectadors, en treballar junts com a membres d'un grup, i un fort desig de donar suport a la indústria de l'animació local, mitjançant la promoció de la cultura anime i la millora de l'accessibilitat al material. També descriu una regla tàcita en la comunitat dels fansubbers, una mena de codi ètic d'acord amb el qual només es distribueix l'anime que no estigui sota llicència i es deixa de distribuir en el moment que ho està. D'altra banda, Lee descriu un canvi d'actitud en els aficionats dels fansubs, perquè actualment semblen menys disposats a comprar o recopilar DVD. A conseqüència d'aquest fet, la visió que la indústria de l'anime té del fansubbing també ha canviat. Les companyies nord-americanes han començat a culpar els fansubbers del descens de les vendes de DVD.
Des del punt de vista legal, hi ha un ampli debat sobre la legalitat dels fansubs. El Conveni de Berna, tractat internacional sobre els drets d'autor, declara que els seus signants, incloent-hi el Japó, atorguen als autors el dret exclusiu de traducció. L'advocat especialista en propietat intel·lectual, Jordan Hatcher, afirma que els fansubs podrien ser "potencialment" legals dins del Japó atesa la naturalesa de les lleis nacionals del Japó sobre els drets d'autor, però el públic objectiu dels fansubs és el mercat no japonès. No obstant això, Hatcher afirma que la legislació sobre els drets d'autor dels Estats Units —que és el marc de referència per a la majoria dels debats en línia sobre la legalitat dels fansubs— interpreta que les traduccions són derivats i que els fansubs infringeixen els drets d'autor pel que fa a fer i a reproduir material original mitjançant còpies.
Però, tot i que existeixen convenis i tractats internacionals, no hi ha cap política internacional que es pugui aplicar amb coherència. Una excepció és el cas de la Comunitat Europea, que en la Directiva europea sobre drets d'autor, núm. 2001/29/CEE, de 22 de maig de 2001, va establir una sèrie de mesures per a la protecció jurídica dels drets d'autor i altres drets anàlegs als drets d'autor en el mercat interior europeu, considerant especialment la societat de la informació, en particular sobre els drets de reproducció, el dret de comunicació al públic d'obres, el dret de posar a disposició del públic prestacions protegides i el dret de distribució.

### Catalanes
- catsub
- Anime lliure. Anime i manga en català
- Lluna Plena no Fansub

### Espanyoles
- unionfansub
- fansub[Enllaç no actiu]

### Nord-americanes
- anime haven
- animesuki
- Underwater

### Alemanyes
- animejunkies Arxivat 2014-11-15 a Wayback Machine.

### Argentines
- aRGENTeaM